# Mont Williams (Canada)
Pour les articles homonymes, voir Williams.
Le mont Williams est une montagne située sur la frontière entre l'Alberta et la Colombie-Britannique au Canada, c'est-à-dire sur la ligne continentale de partage des eaux d'Amérique du Nord. Il a été nommé en 1918 en l'honneur du major-général Victor Arthur Seymour Williams.